# Legio XV Primigenia
La Legio XV Primigenia (en español, decimoquinta legión «originaria») fue una legión romana del Alto Imperio con una breve existencia, de apenas una generación. Su símbolo fue el capricornio y su apelativo alude a una de las deidades preferidas de Calígula, la Fortuna Primigenia, que, a su vez, había sido la devoción favorita de su padre Germánico. El numeral XV le fue asignado porque debía actuar conjuntamente con las legiones destinadas en los distritos militares de Germania Superior y Germania Inferior, la XIII Gemina, la XIV Gemina Martia Victrix, y la XVI Gallica.

## Calígula y la creación de la unidad
En el año 38, el emperador Calígula, según nos informa Suetonio, decidió emprender una campaña de castigo contra los germanos del otro lado del limes Germanicus. Para ello,  en 39 ordenó reforzar el ejército romano mediante la creación de dos nuevas legiones, la Legio XV Primigenia y la Legio XXII Primigenia.
La XV Primigenia fue reclutada en el norte de Italia -la antigua Galia Cisalpina-, llamando a filas a jóvenes de esa zona. Para encuadrar a los nuevos reclutas, se utilizaron oficiales veteranos procedentes de otras legiones. Terminado el reclutamiento y el entrenamiento básico de la XV Primigenia, la unidad acompañó al emperador al limes Germanicus.
Después, Calígula, sobre la marcha, intentó iniciar la conquista de la isla de Britannia.

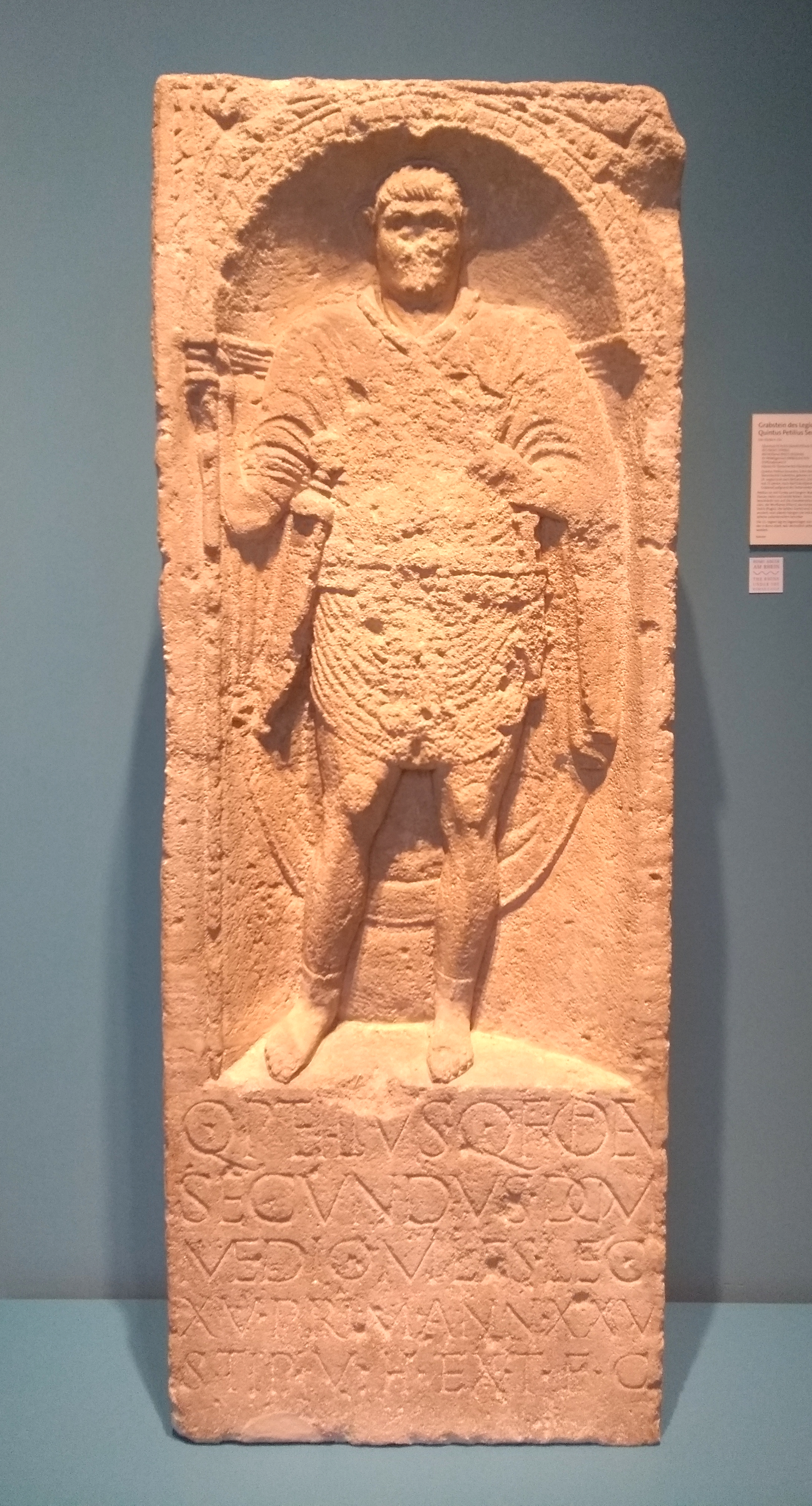
Inscripción CIL XIII 8079, procedente de Bonn (Alemania), epitafio dedicado en honor del soldado Q. Petilio Secundo, que se desarrolla como: Q (uintus) Petilus Q(uinti) f(ilius) O(u)fen(tina tribu)/ Secundus dom(o)/ Medio(lano) miles Leg(ionis)/ XV Prim(igeniae) ann (orum) XXV/ stip(endiorum) V/ H(eres) ex t(estamentum) f(aciendum) c(uravit).

Ambas campañas fueron un simple simulacro, hasta el punto que el emperador obligó a sus tropas a recoger conchas en las playas del Canal de la Mancha después de lanzar sus armas contra el mar para vencer al Océano en la zona de Lugdunum Batavorum y Praetorium Agrippinae en la costa de los actuales Países Bajos. Inmediatamente después, en 40, Calígula regresó a Roma, donde fue asesinado a comienzos de 41.

## Actuaciones bajo Claudio
Fenecido Calígula, su sucesor, Claudio I, decidió acantonar la Legio XV Primigenia en el distrito militar de Germania Superior en Mogontiacum (Maguncia, Alemania), en el campamento anexo de Weisenau. La XV utilizó esta base entre los años 40 y 43, compartiendo acuartelamiento con la más veterana Legio IV Macedonica, trasladada en ese momento desde el campamento de Pisoraca (Herrera de Pisuerga, Palencia, España) en la provincia Hispania Citerior Tarraconensis.

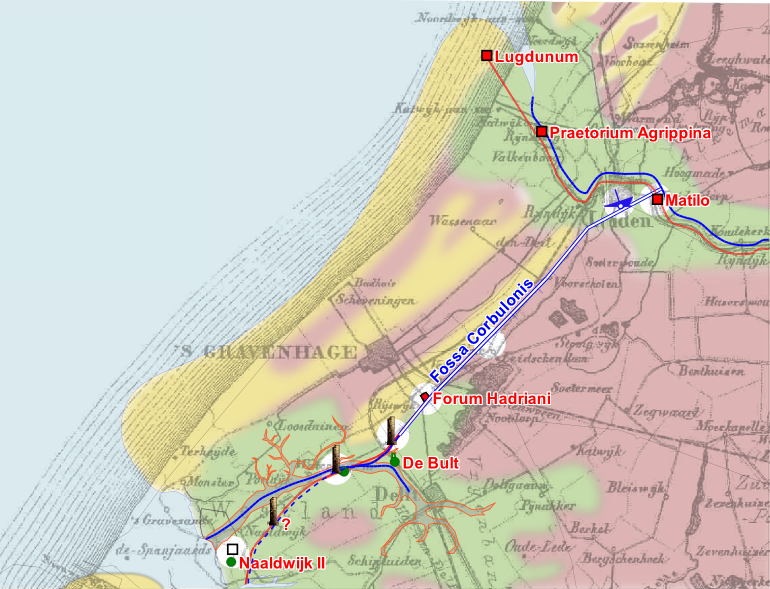
Mapa con el trazado del canal romano conocido como fossa Corbulonis, excavada para comunicar los cursos del Rin y del Mosa por el general romano Gneo Domicio Corbulón a partir de 47, en cuyas obras colaboraron los soldados de la Legio XV Primigenia.

Entre esos años, mantuvo un destacamento en Bonna (Bonn, Alemania), lugar en el que estaba acuartelada la Legio I Germanica. Desde allí, colaboró en la mejora del dispositivo defensivo del limes, como indican materiales de construcción sellados con la figlina de la unidad en Sinzing (Alemania) y en Castrum ad Confluentes (Coblenza, Alemania).
Durante el período en el que el futuro emperador Galba fue gobernador de Germania Superior, la legión fue disciplinada y reentrenada y participó en la expedición contra los catos al otro lado del Rin, campaña por la que Galba obtuvo algunos años después los ornamenta triumphalia.
En 43, Claudio decidió invadir Britania, para lo cual utilizó cuatro legiones, tres de las cuales, la II Augusta, la XIV Gemina y la XX Valeria Victrix, fueron extraídas del ejército de las Germaniae, lo que obligó a redistribuir las unidades de guarnición en estas provincias. Así, la XV Primigenia fue trasladada desde el campamento de Weisenau a la fortaleza de Vetera (Xanten, Alemania) en el distrito militar de Germania Inferior, compartiendo esta base con la mucho más veterana y experimentada Legio V Alaudae.
La unidad envió destacamentos a las canteras del Brohl (Alemania) para explotar la piedra arenisca con destino a las obras de ingeniería, ciudades y campamentos del limes renano. También colaboró en el mantenimiento de la gran base de Novaesium (Neuss, Alemania), donde se documentan materiales de construcción sellados con su figlina.
Bajo Claudio, la Legio XV Primigenia participó a las órdenes de Domicio Corbulón en 48 en una victoriosa expedición contra los catos al otro lado del Rin, precedida por un riguroso y duro entrenamiento, en la que fueron ocupados territorios de la orilla germana del Rin, lo que fue prohibido por el emperador Claudio. Sus hombres también colaboraron en la excavación de la fossa Corbulonis, un canal que comunicaba los ríos Rin y Mosa, evitando así que los barcos de la flota romana de la zona, la classis Germanica, tuvieran que arriesgarse a navegar en las siempre turbulentas aguas del Mar del Norte y también participó en la reforma del castellum de Fectio (Vechten, Países Bajos).

## La legión bajo Nerón

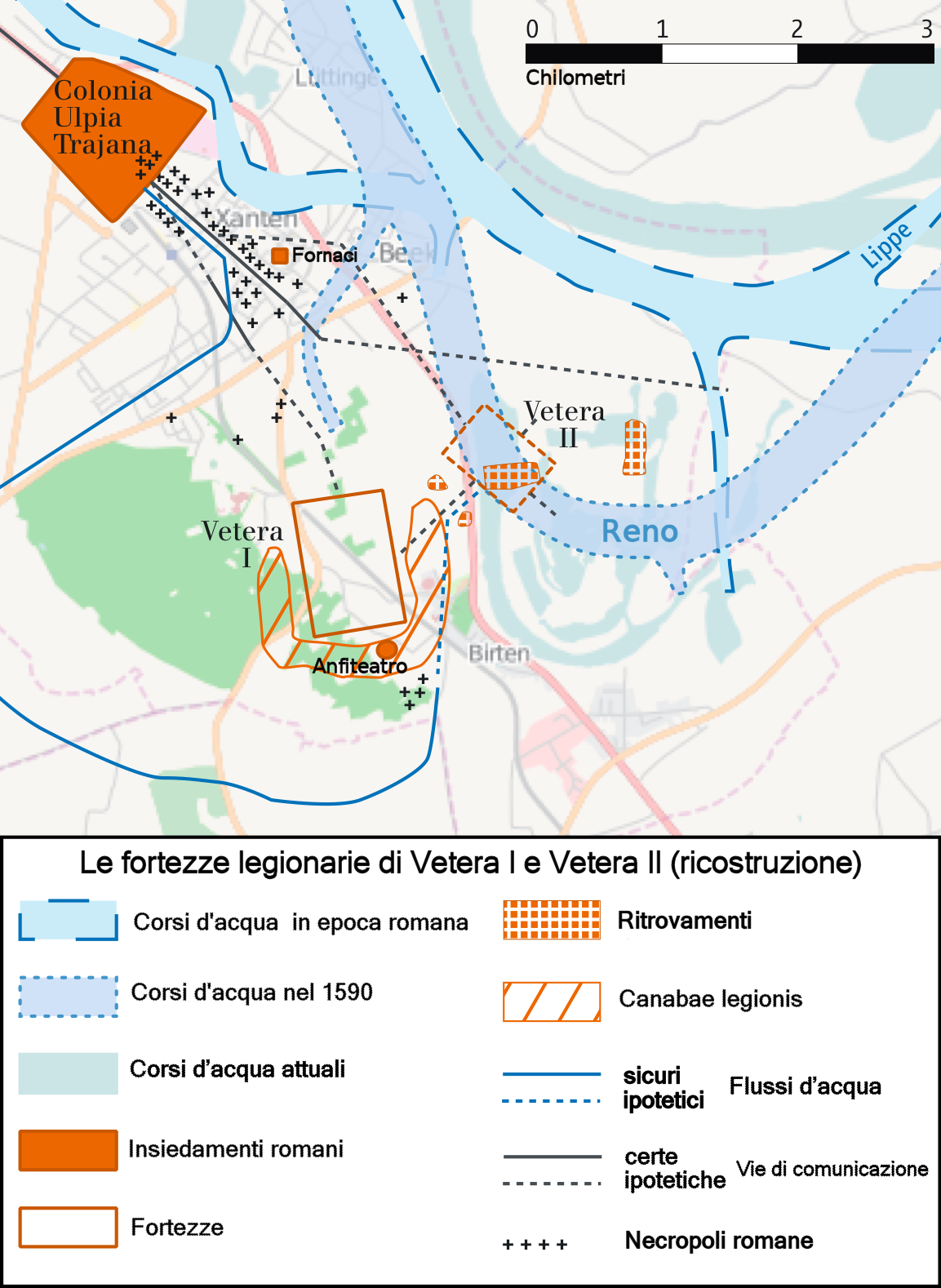
Plano de los campamentos romanos en Vetera: La Legio XV Primigenia estuvo acuartelada en Vetera I, donde fue asediada por los bátavos en 70, rindiéndose a estos tras una resistencia desesperada.

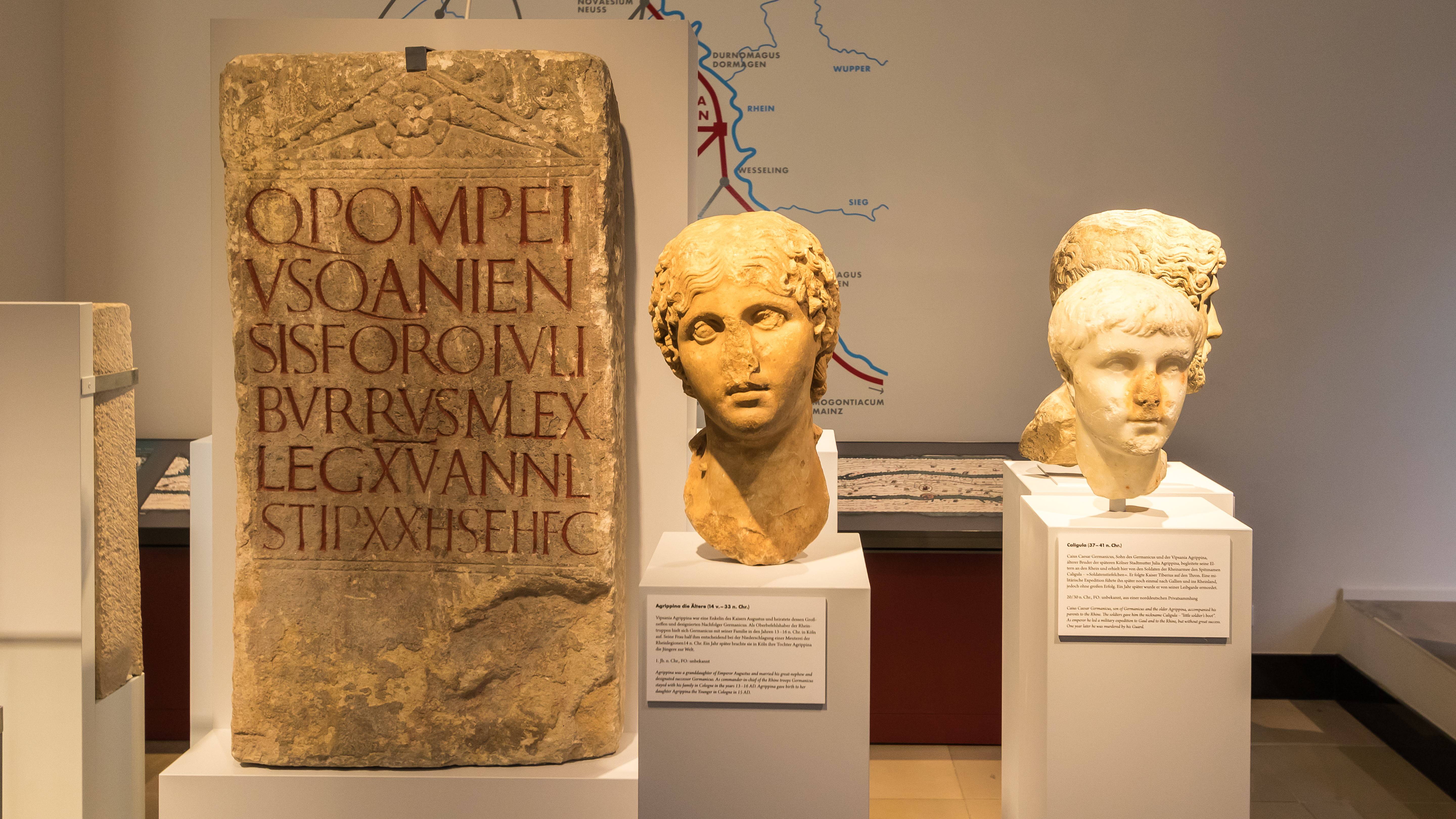
Epitafio del soldado de la legión Quinto Pompeyo Burro, natural de Forum Iulii (Frèjus, Francia) en la Galia Narbonense, fallecido en Colonia con 50 años y 20 de servicios.

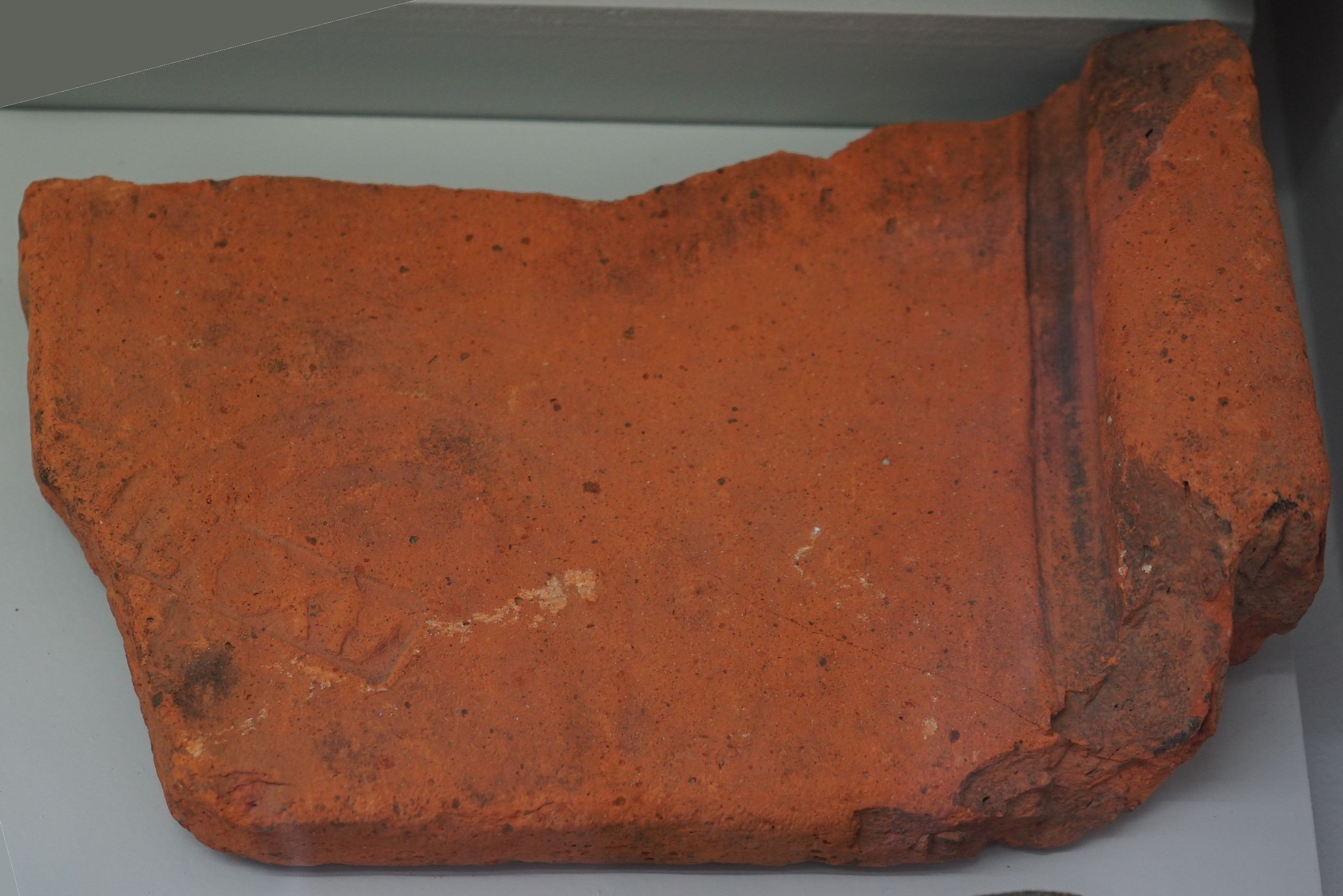
Ladrillo con figlina Leg(io) XV procedente de Toul (Francia), que indica su colaboración en el mantenimiento de las vías de la Galia Bélgica.

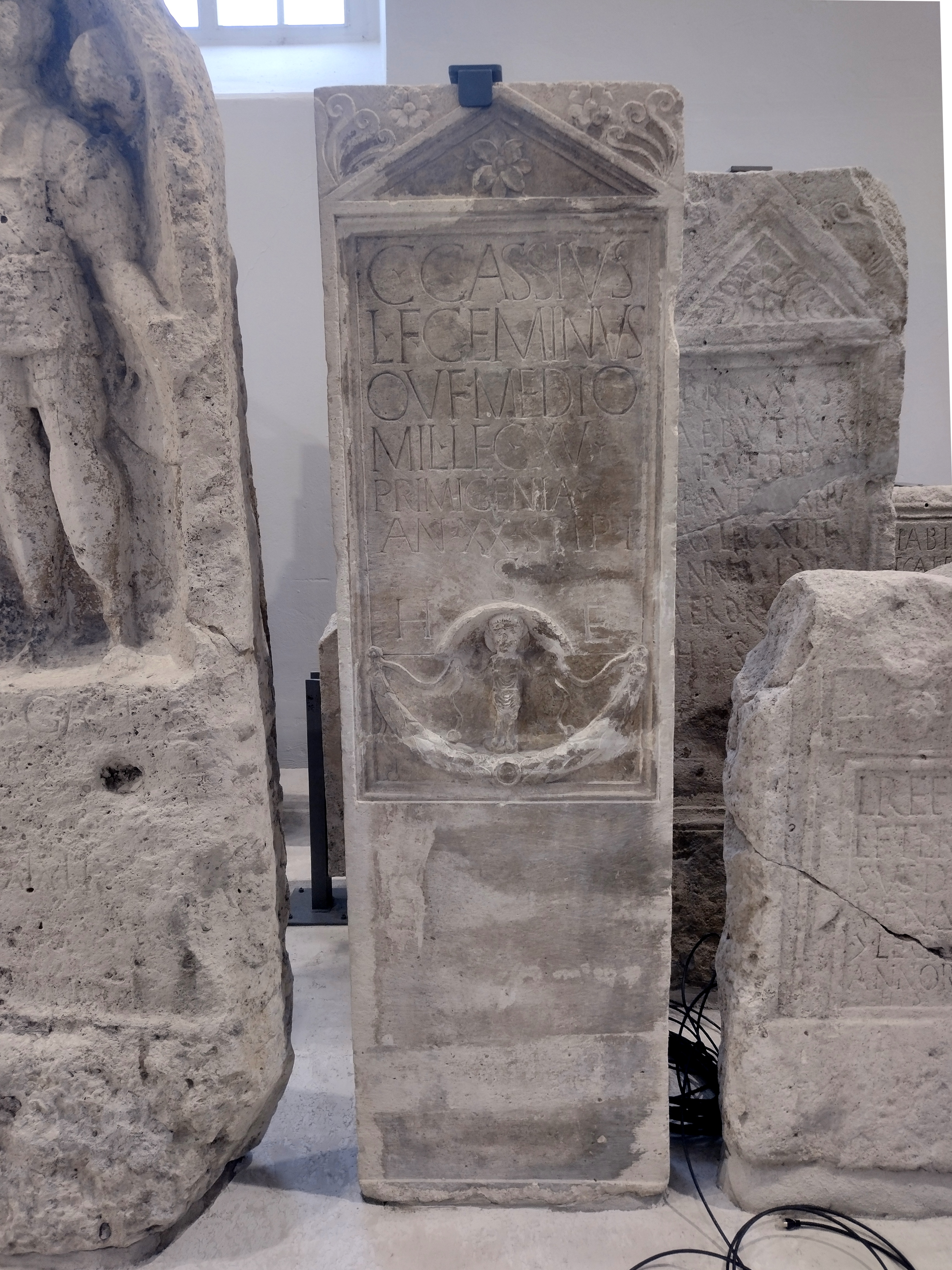
Epitafio procedente de Mogontiacum correspondiente al soldado mediolanense Cayo Casio Gemino.

Ya durante el imperio de Nerón, entre 55 y 57,a las órdenes del legado Aulo Pompeyo Paulino, trabajó en la mejora del dique construido en el Rhin por Druso, y poco después, en 58, a las órdenes del gobernador Lucio Duvio Avito, participó en la expulsión de los frisones de los prata legionis de la desembocadura del Rhin que este pueblo había ocupado, invadiendo el territorio romano, teniendo que hacer lo mismo contra los ampsivaros, aliados con téncteros y brúcteros, y terminando por invadir el territorio de los téncteros.
En esta época, mantuvo un destacamento en la capital del distrito militar de Germania Inferior, la Colonia Claudia Ara Agrippinensium (Colonia, Alemania), posiblemente al servicio del officium del gobernador. También colaboró en las obras de Clivia (Cléveris, Alemania), junto al Waal, y aguas abajo en Holdeurn y Hunnenberg (Países Bajos), en territorio bátavo, y en la base naval de Flectio.
Después del desastre de la Legio IX Hispana en Britania durante la rebelión de Boudica, envió legionarios para reforzar está maltrecha unidad, junto con otros legionarios de la guarnición de las dos Germaniae y unidades auxiliares, a las órdenes del futuro emperador Tito, quien prestaba servicio como Tribuno laticlavio en una de las dos legiones de Vetera, la V Alauda o la XV Primigenia.
En 65, el legado de Germania Inferior Publio Sulpicio Escribonio Rufo erigió algún tipo de monumento en honor de Nerón en la Colonia Claudia Ara Agrippenensium (Colonia, Alemania) utilizando a los soldados de la legión para hacerlo, tal y como consta en la inscripción de dedicatoria.
Un destacamento de la unidad colaboró en el mantenimiento de la calzada entre Lugdunum (Lyon, Francia) y Augusta Treverorum (Tréveris, Alemania), aportando materiales de construcción en la reedificación de la mansio Tullum (Toul, Francia), en la provincia Gallia Belgica.
Nerón decidió emprender una expedición contra los albanos de la cordillera del Cáucaso en 67, para lo cual preparó un ejército con vexillationes procedentes de las legiones de Germania, Britannia y el Illirycum, entre las que se encontraba uno de la XV Primigenia y que había sido expedido hacia Oriente y hecho regresar cuando se produjo en 68 la sublevación de Vindex en la Galia, quedando los destacamentos de Germania acuartelados en Roma en el Aedes Libertatis.

## El año de los cuatro emperadores

Mapa del Limes Germanicus en 70, señalando los campamentos legionarios y los fuertes menores de este limes, junto con las principales ciudades y los pueblos celtas y germanos de ambas orillas del Rhin.

En el año 68, la XV Primigenia formó parte del ejército reunido por los gobernadores de las dos Germaniae a las órdenes de Lucio Verginio Rufo, gobernador de Germania Superior para aplastar la sublevación de Vindex contra Nerón, aunque, poco después, sus soldados aceptaron el derrocamiento de Nerón y juraron lealtad a Galba, que había nombrado como gobernador de la Germania Inferior al futuro emperador Vitelio. Este visitó en diciembre de 68 los campamentos de las legiones de su zona de gobierno, incluyendo Vetera.
El 3 de enero de 69 las unidades a las órdenes de Vitelio rompieron el juramento de lealtad a Galba, apoyando a Vitelio como emperador. 
Entre el 15 de enero y el 7 de abril, una parte de los efectivos de la XV Primmigenia, a las órdenes de Fabio Valente se dirigió en dirección sur hacia Italia, sembrando el terror en las diferentes ciudades que atravesaba en su itinerario.
Asesinado Galba el 15 de enero de 69 por uno de los soldados que formaba parte del destacamento de la unidad en Roma, llamado Camurius, la Legio XV Primigenia rehusó acatar a Otón y continuó apoyando a Vitelio.

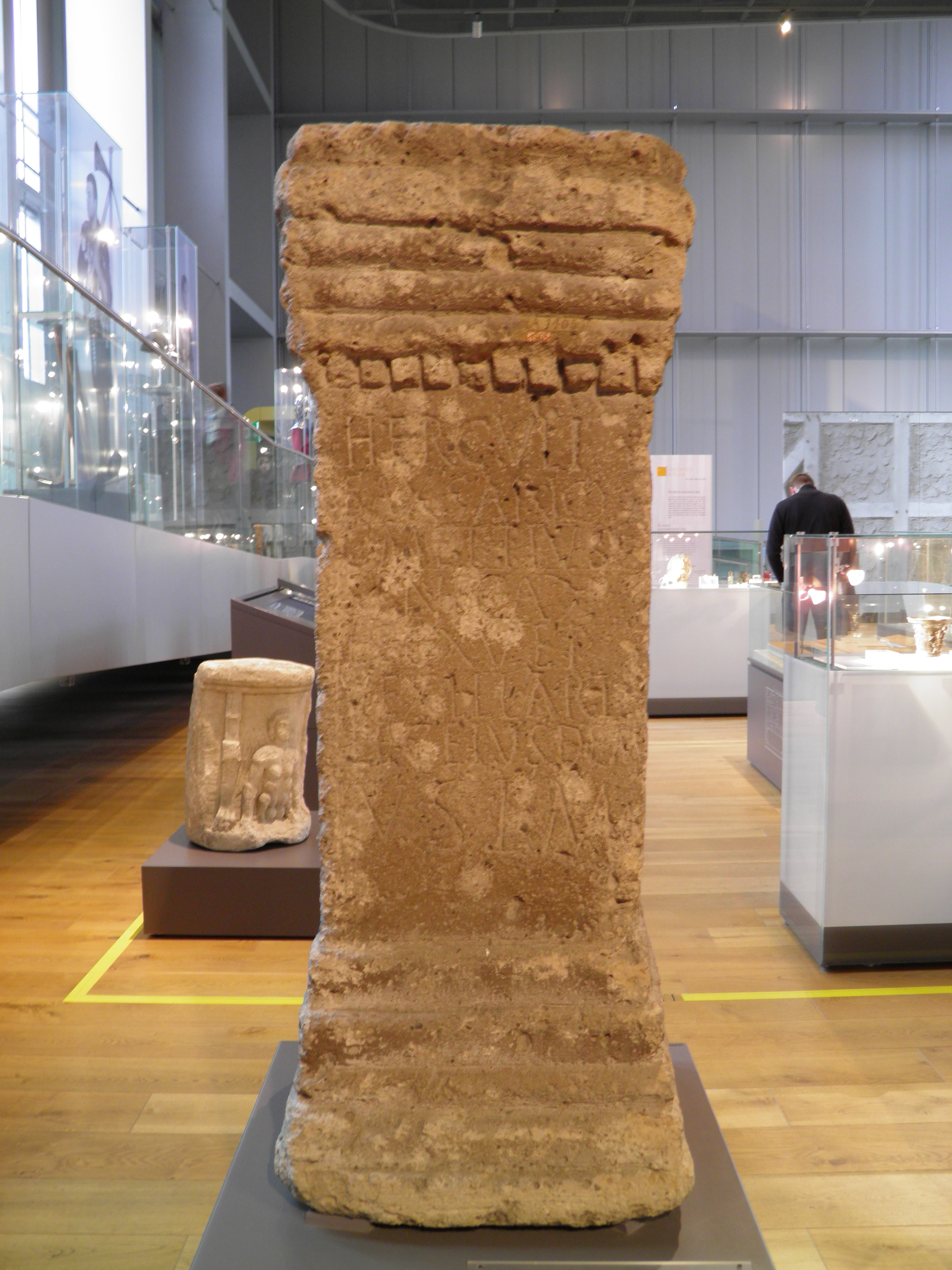
Altar votivo dedicado a Hercules Saxano por el centurión de la Legio XV Primigenia Cayo Metio Séneca

Una vez en Italia, el destacamento de la XV participó en la decisiva primera batalla de Bedriacum, que permitió aplastar a las fuerzas de Otón, quien terminó por suicidarse. Poco después, en la segunda batalla de Bedriacum, esta vexillatio y el resto del ejército viteliano fueron vencidos por las tropas del ejército del Danubio, dirigidas por Antonio Primo en nombre de Vespasiano, proclamado emperador por las legiones de Oriente. 
Los restos del destacamento de la XV Primigenia, fueron dispersados por las provincias del Illirycum, tal vez distribuidos entre los diferentes campamentos del limes del Danubio, cuyos efectivos estaban bastante mermados después de haber servido para crear el ejército flaviano que invadió Italia.

## La rebelión de los bátavos
Mientras tanto, en 69 en Germania se produjo la sublevación de los bátavos dirigidos por Julio Civil, quien, ayudado por germanos del otro lado del Rhin, proclamó el Imperio Gálico. El gobernador dejado por Vitelio y ahora leal a Vespasiano, Marco Hordeonio Flaco, ordenó a Mumio Luperco, legado de la XV Primigenia y jefe del pequeño remanente de tropas de la Legio V Alaudae, que atacase a los rebeldes en la insula Batavorum, pero fue derrotado y se vio obligado a reirarse a la base legionaria de Vetera. A continuación, Civilis y sus tropas asediaron Vetera.
Ante la necesidad de reforzar la fortaleza asediada y llevar alimentos a sus tropas, Dilio Vócula decidió hacer llegar suministros y refuerzos desde Novaesium (Neuss, Alemania), para lo que reunió tropas inexpertas, que reforzó con una vexillatio de 1000 soldados escogidos de las legiones XV Primigenia y V Alaudae, Una vez llegado a Vetera, las tropas se amotinaron, asesinaron a Hordeonio Flaco y lo intentaron con Dilio Vócula, quien logró eludir este destino huyendo disfrazado de esclavo, para tener, poco después, que librar combate cerca de la aldea germana de Gelduba (Gellep-Stratum, Krefeld, Alemania), utilizada sistemáticamente como punto estratégico para intentar levantar el asedio de Vetera.
Pese a todo, las tropas de Vetera, rodeadas y en rebeldía, siguieron resistiendo el asedio al que les sometían los bátavos, hasta que, en febrero de 70, ante la falta de suministros, la pérdida de toda esperanza de recibir refuerzos desde el sur y haciendo caso de las promesas de los desertores romanos que habían asesinado a Hordeonio Flaco, se rindieron a Civilis y juraron lealtad al Imperio Gálico, aunque al intentar retirarse fueron atacados y asesinados; a continuación, Civilis ordenó la destrucción de Vetera.

## La disolución de la Legión

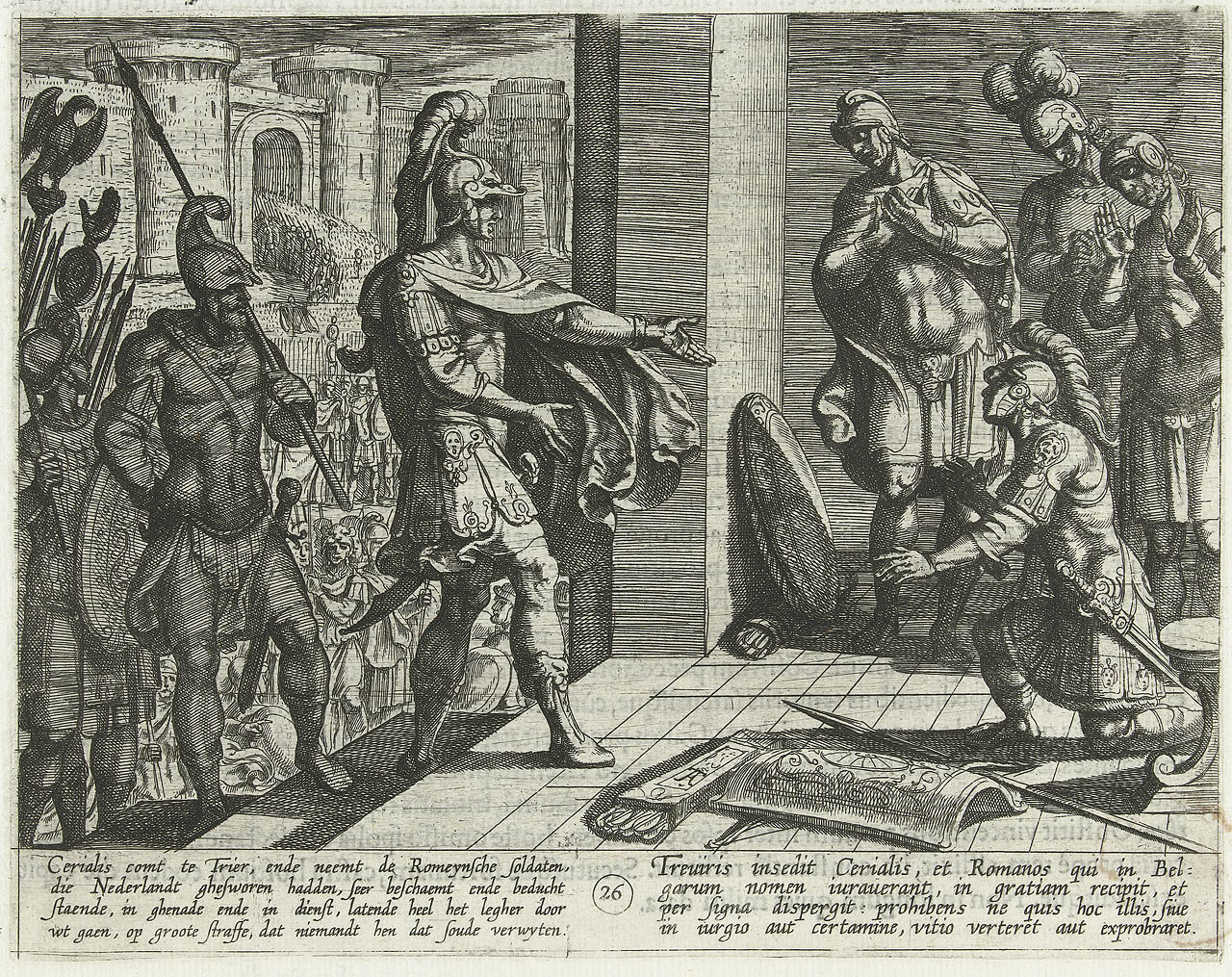
Clemencia de Petilio Cerial con los soldados que se habían pasado al Imperio Gálico de Julio Civil en 70; grabado de Antonio Tempesta (1612). Rijksmuseum, Ámsterdam (Países Bajos).

Cuando poco después, a principios del verano de 70, Petilio Cerial, por orden del emperador Vespasiano, nuevo dueño del Imperio, se presentó en Germania para restablecer el orden romano, los escasos supervivientes del XV Primigenia volvieron a las banderas del Imperio, bajo promesa de no tomar represalias contra ellos.
Sin embargo, una vez estabilizada la frontera del Rin, Vespasiano, considerando su deslealtad al Imperio durante la rebelión de los bátavos, la traición de jurar lealtad al efímero imperio Gálico, la infamia de haber asesinado a Hordeonio Flaco, senador y gobernador de Germania Superior, y las enormes pérdidas sufridas por la legión en Italia y Germania, decidió su definitiva disolución con solamente 32 años de existencia, enviando a sus escasos supervivientes a la Legio III Augusta en África y a la nueva Legio VII Gemina en Panonia.
Esta misma suerte afectó a otra legión de las Germaniae, la Legio I Germanica disuelta y reubicados sus supervivientes en la ya mencionada Legio VII Gemina, mientras que otras dos, la Legio IV Macedonica y la Legio XVI Gallica, fueron recreadas como Legio IV Flavia Felix y Legio XVI Flavia Firma, pero destinadas lejos del Rin, respectivamente a Moesia y Siria.

## Bibliografía

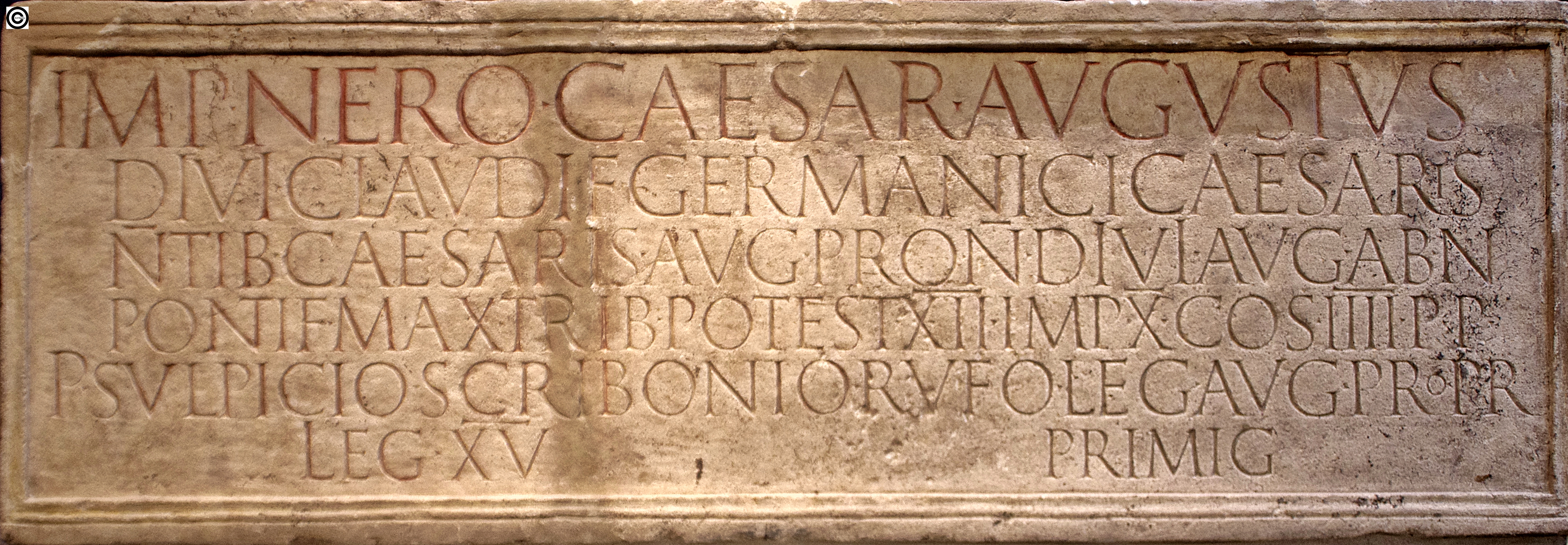
Dedicatoria de la Legio XV Primigenia en honor de Nerón y del legado de Germania Inferior P. Sulpicio Escribonio Rufo procedente de Colonia (Alemania). AE 1969/70, 443, cuyo texto se desarrolla como: Imp(erator) Nero Caesar Augustus / divi Claudi f(ilius) Germanici Caesaris / n(epos) Tib(eri) Caesaris Aug(usti) pron(epos) divi Aug(usti) abn(epos) / pontif(ex) max(imus) trib(unicia) pot(estate) XII imp(erator) X co(n)s(ul) IIII p(ater) p(atriae) / P(ublio) Sulpicio Scribonio Rufo leg(ato) Aug(usti) pro pr(aetore) / leg(io) XV Primig(enia).